# Oncíns
Oncíns es una localidad perteneciente al municipio español de El Pueyo de Araguás en el Sobrarbe, en la provincia de Huesca.

## Geografía
El lugar de Oncíns se encuentra situado a 1.073 m s. n. m. de altitud, a una distancia de 2 km de El Pueyo de Araguás, la capital de su municipio, 10 km de Aínsa, capital de la comarca, y 123 km de la ciudad de Huesca, capital de la provincia.